# Mike De Leon

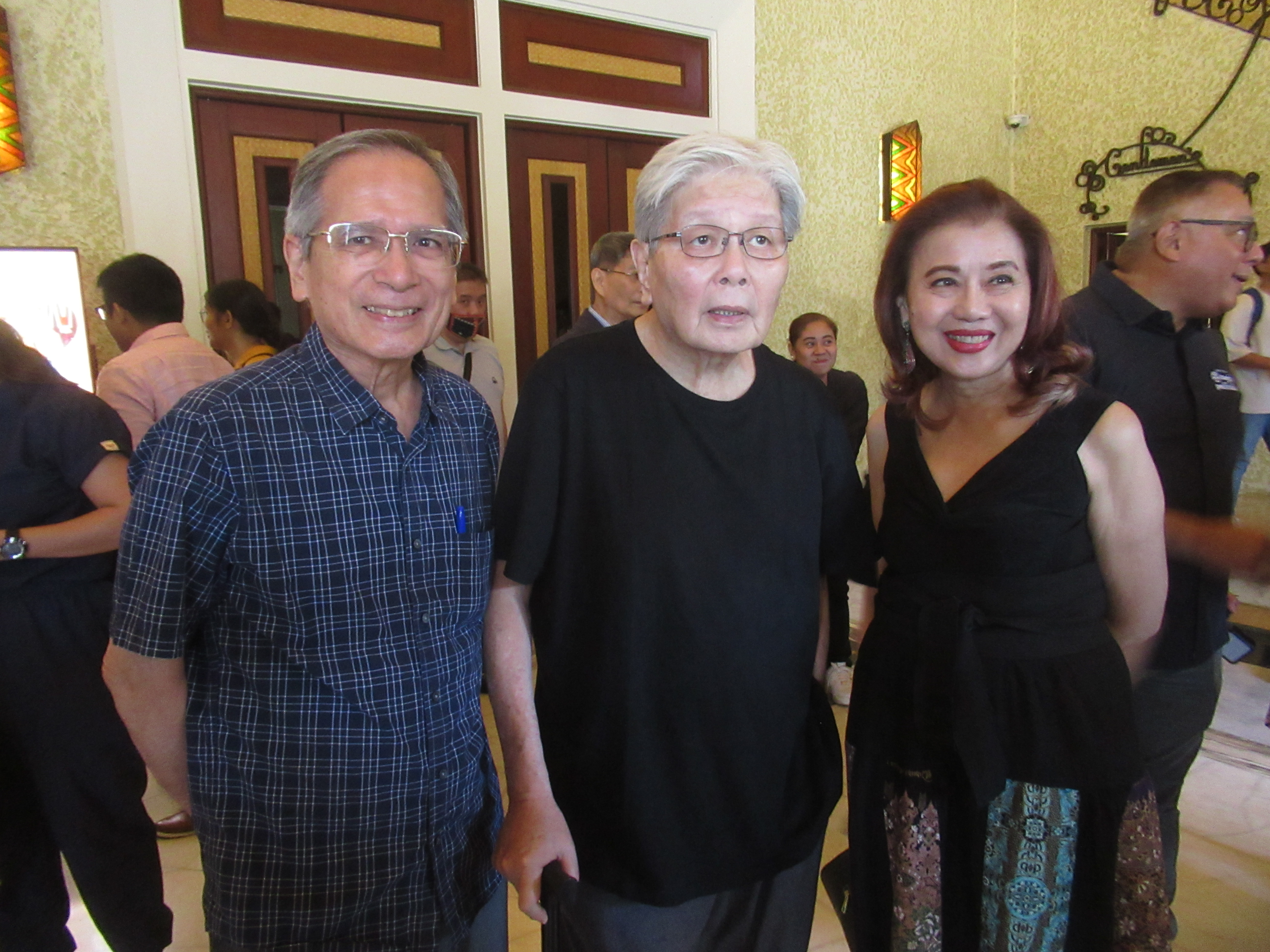

Mike De Leon, né le 24 mai 1947 à Manille aux Philippines, est un réalisateur philippin.

## Biographie
Mike De Leon est le petit-fils de Narcisa de León, cofondatrice des studios LVN Pictures (1938-2005). En 1975, il crée la société Cinema Artists Philippines qui produit le film Manille de Lino Brocka, dont il Mike De Leon est aussi le directeur de la photographie.
Ses films décrivent la société philippine sous la dictature de Ferdinand Marcos qui dure de 1965 à 1986, dont neuf ans sous la loi martiale (1972-1981),.
Les films Kisapmata et Batch '81 sont présentés au Festival de Cannes 1982 à la Quinzaine des réalisateurs.

## Filmographie

### Réalisateur
- 1972 : Sa Bisperas (court métrage)
- 1975 : Monologo (court métrage)
- 1976 : Itim, les rites de mai (Itim)
- 1977 : C'était un rêve (Kung Mangarap Ka't Magising)
- 1980 : Frisson ? (Kakabakaba Ka Ba?)
- 1981 : Kisapmata
- 1982 : Batch '81
- 1984 : Signos (court métrage documentaire)
- 1984 : Sister Stella L.
- 1985 : Le Paradis ne se partage pas (Hindi Nahahati ang Langit)
- 1986 : Prisoner of the Dark (Bilanggo sa dilim)
- 1987 : Aliwan Paradise, segment du film Southern Winds
- 1999 : Bayaning 3rd World
- 2018 : Citizen Jake

### Directeur de la photographie
- 1975 : Manille de Lino Brocka
- 1977 : C'était un rêve de Mike De Leon
- 1980 : Aguila de Eddie Romero

## Distinctions

### Récompenses
- Gawad Urian Award 1981 : meilleure réalisation pour Frisson ? (Kakabakaba Ka Ba?)
- Gawad Urian Award 1983 : meilleur scénario pour Batch '81
- Gawad Urian Award 1985 : meilleure réalisation et meilleur scénario pour Sister Stella L.
- Gawad Urian Award 2000 : meilleure réalisation pour Bayaning 3rd World

### Sélections
- Festival des 3 Continents 1981 : sélection en section Panorama du cinéma philippin pour Itim, les rites de mai et C'était un rêve[4]
- Festival de Cannes 1982 : sélection à la Quinzaine des réalisateurs, pour Kisapmata et Batch '81[5]
- Mostra de Venise 1984 : sélection en compétition officielle pour Croisements (Sister Stella L.)